# 박민우 (야구 선수)
박민우(朴珉宇, 1993년 2월 6일 ~ )는 KBO 리그 NC 다이노스의 내야수이다.

## 아마추어 시절
초등학교 3학년 때부터 야구를 시작했다. 휘문고등학교 1학년 때 수술 후 재활로 인해 유급했고, 2학년 때인 2010년에 대통령배 전국고교야구대회에 출전해 14년 만에 휘문고등학교의 통산 2번째 우승에 기여했다. 휘문고등학교 3학년 때인 2011년에는 아시아 청소년 야구 선수권대회에 출전해 한국의 준우승에 기여했고, 8도루로 도루상을 받았다. 그 해에 이영민 타격상을 받았다. 2012년에 NC 다이노스의 1라운드(전체 9순위) 지명을 받아 입단했다.

## NC 다이노스시절

### 2012년
주전 2루수로 출전해 경험을 쌓았다. 타율은 낮았지만 0.362의 출루율로 출루에 재능을 보였고, 18도루를 하며 톱 타자로서의 가능성을 보여줬다.

### 2013년
4월 2일 롯데 자이언츠와의 창단 첫 1군 개막전에 선발 출장했으나 3연전 동안 단 하나의 안타도 쳐 내지 못했고, 실책을 남발하며 2군으로 강등됐다.

### 2014년
7월 26일 삼성 라이온즈와의 경기에서 차우찬을 상대로 데뷔 첫 홈런을 쳐 냈다. 10월 17일 두산 베어스와의 경기에서 2013년 김종호 이후 팀 내 두 번째 2년 연속 50도루를 달성했다. 이는 역대 3번째 신인으로서 50도루였다.

#### 2014년준플레이오프
1차전에서 4타수 무안타, 3삼진으로 부진했다. 2차전에서는 4타수 1안타를 기록했지만 경기 후반 이병규의 뜬 공을 놓치는 실책으로 인해 2점차로 벌어졌다. 3차전에서는 3타수 무안타, 1볼넷을 기록했다. 4차전에서는 대타로 경기에 투입됐으나 2타수 무안타를 기록했다.
- 기록

| 타율  | 경기 | 타수 | 득점 | 안타 | 2루타 | 3루타 | 홈런 | 타점 | 도루 | 도실 | 볼넷 | 사구 | 삼진 | 병살 | 실책 | 비고 |
| ----- | ---- | ---- | ---- | ---- | ----- | ----- | ---- | ---- | ---- | ---- | ---- | ---- | ---- | ---- | ---- | ---- |
| 0.077 | 4    | 13   | 0    | 1    | 0     | 0     | 0    | 0    | 0    | 0    | 1    | 0    | 5    | 0    | 1    |      |

10월 30일에 손가락 좌측 엄지 내측부 인대 파열로 인해 수술을 받았다.
11월 18일에 열린 한국야쿠르트 세븐 프로야구 시상식에서 신인왕을 수상했다. 12월 2일 플레이어스 초이스 어워드에서 올해의 신인 선수로 선정됐다. 12월 3일 조아제약 프로야구 대상 시상식에서도 신인상을 수상했다. 같은 날 저녁에 열린 스포츠서울 올해의 상 시상식에서 올해의 신인상을 수상했다. 12월 8일 넷마블 마구마구 일구상 시상식에서도 신인상을 수상했다. 같은 날 열린 카스 포인트 어워즈에서 카스 포인트 1816점을 기록하며 최우수 신인상을 수상했다. 수상 소감으로 "지금의 스포트라이트에 취하지 않고 열심히 배워서 내년에도 마산종합운동장 야구장 그라운드에서 뛸 수 있도록 하겠다"고 했다.

### 2015년
2014년 연봉에서 256.4% 상승한 9,500만원에 재계약했다.
3월 28일에 열린 두산 베어스와의 개막전에서 유네스키 마야를 상대로 시즌 첫 안타, 첫 득점을 기록했다. 7월 2일 롯데 자이언츠와의 경기에서 2루타에 이어 김종호의 외야플라이 상황에서 과감한 리터치로 3루까지 진루했다. 비록 득점에는 실패했지만 김종호와 함께 2-3루 더블 스틸을 달성하고 뒤이은 나성범의 희생플라이로 득점한 데 이어 구원 투수 강영식의 견제 후 방심한 틈을 타 2루로 도루했다.
전반기 80경기에 출전해 312타수, 97안타, 64득점, 타율 0.311, 24타점, 31도루를 기록했다.
7월 29일 삼성 라이온즈와의 경기에서 김현우를 상대로 시즌 첫 홈런이자 개인 통산 2호 홈런을 기록했다.
시즌 141경기에 출전해 3할대 타율, 111득점, 158안타, 4홈런, 47타점, 46도루를 기록했다.

#### 2015년플레이오프
작년 준플레이오프에 비해 한 층 성장한 모습을 보여줬다. 3차전에서 6타수 3안타, 2타점, 2득점, 1도루로 활약하며 팀의 승리를 이끌었다.
- 기록

| 타율  | 경기 | 타수 | 득점 | 안타 | 2루타 | 3루타 | 홈런 | 타점 | 도루 | 도실 | 볼넷 | 사구 | 삼진 | 병살 | 실책 | 비고 |
| ----- | ---- | ---- | ---- | ---- | ----- | ----- | ---- | ---- | ---- | ---- | ---- | ---- | ---- | ---- | ---- | ---- |
| 0.318 | 5    | 22   | 3    | 7    | 2     | 0     | 0    | 3    | 1    | 0    | 1    | 0    | 5    | 2    | 2    |      |

### 2016년
시즌 3할대 타율, 출루율 0.420, 장타율 0.428, 149안타, 84득점, 20도루를 기록했다. 특히, 득점권 타율은 0.434로 1위를 기록했다.

#### 2016년플레이오프
LG 트윈스와의 경기에서 4경기에 출장해 6안타(타율 0.333), 2타점, 1득점을 기록했다.
- 기록

| 타율  | 경기 | 타수 | 득점 | 안타 | 2루타 | 3루타 | 홈런 | 타점 | 도루 | 도실 | 볼넷 | 사구 | 삼진 | 병살 | 실책 | 비고 |
| ----- | ---- | ---- | ---- | ---- | ----- | ----- | ---- | ---- | ---- | ---- | ---- | ---- | ---- | ---- | ---- | ---- |
| 0.333 | 4    | 18   | 1    | 6    | 0     | 0     | 0    | 2    | 0    | 0    | 0    | 1    | 2    | 1    | 0    |      |

#### 2016년한국시리즈
4경기에 출장해 4안타(타율 0.267), 2도루, 2볼넷을 기록했다.
예전 포스트시즌 경기에 비해 수비에서 크게 발전한 모습을 보여줬다.
- 기록

| 타율  | 경기 | 타수 | 득점 | 안타 | 2루타 | 3루타 | 홈런 | 타점 | 도루 | 도실 | 볼넷 | 사구 | 삼진 | 병살 | 실책 | 비고 |
| ----- | ---- | ---- | ---- | ---- | ----- | ----- | ---- | ---- | ---- | ---- | ---- | ---- | ---- | ---- | ---- | ---- |
| 0.267 | 4    | 15   | 0    | 4    | 0     | 0     | 0    | 0    | 2    | 0    | 2    | 0    | 5    | 1    | 0    |      |

KBO 리그 골든글러브 2루수 부분 후보에 올라 71표를 득표해 3위를 기록했다.

### 2017년
시즌 106경기에 출전해 3할대 타율, 141안타, 3홈런, 47타점을 기록했다. 시즌 후 발목 뼛조각 수술을 받았다.

#### 2017년와일드카드 결정전
SK 와이번스와의 경기에서 5타수 2안타, 1득점을 기록했다.
- 기록

| 타율  | 경기 | 타수 | 득점 | 안타 | 2루타 | 3루타 | 홈런 | 루타 | 타점 | 도루 | 도실 | 볼넷 | 사구 | 삼진 | 병살 | 장타율 | 출루율 | 실책 |
| ----- | ---- | ---- | ---- | ---- | ----- | ----- | ---- | ---- | ---- | ---- | ---- | ---- | ---- | ---- | ---- | ------ | ------ | ---- |
| 0.400 | 1    | 5    | 1    | 2    | 0     | 0     | 0    | 2    | 1    | 0    | 0    | 0    | 0    | 1    | 0    | 0.400  | 0.400  | 1    |

#### 2017년준플레이오프
롯데 자이언츠와의 경기에서 22타수 4안타, 3득점을 기록했다.

#### 2017년플레이오프
두산 베어스와의 경기에서 16타수 5안타, 2득점을 기록했다.

### 2018년
시즌 115경기에 출전해 3할대 타율, 133안타, 5홈런, 33타점을 기록했다.

### 2019년
허벅지 부상으로 4월 13일이 돼서야 1군에 등록됐다.
5월 4일 나성범의 부상으로 주장을 맡게됐다. 5월에 106타수 42안타 타율 0.396으로 7타점 25득점으로 맹활약했다.
올스타전에서 경기 중반에 출전해 팀의 마스코트 탈을 쓰고 등장했다.
시즌 125경기에 출전해 탸율 0.344, 161안타, 1홈런, 45타점, 89득점, 출루율 0.434, 장타율 0.403을 기록했다.
시즌 종료 후 KBO 골든글러브 시상식 2루수 부문 골든글러브를 수상했다.
WBSC 프리미어 12 국가대표 최종 엔트리에 양의지, 원종현과 함께 포함됐다.

### 2020년
9월 22일 삼성 라이온즈와의 경기에서 역대 102번째 통산 1000 안타를 기록했다.
팀의 리드오프와 중심타선을 오가면서 맹활약 했다. 창단 첫 팀의 우승을 이끌었다. 126경기 출장해 161안타(8홈런) 63타점 82득점 타율 0.345 출루율 0.402 장타율 0.475를 기록했다.
시즌 종료 후 2019년에 이어 두번째 2루수 골든글러브를 수상했다.

#### 2020년한국시리즈
6경기에 출전해 23타수 6안타(타율 0.261), 2타점, 3득점을 기록했다.
- 기록

| 타율  | 경기 | 타수 | 득점 | 안타 | 2루타 | 3루타 | 홈런 | 루타 | 타점 | 도루 | 도실 | 볼넷 | 사구 | 삼진 | 병살 | 장타율 | 출루율 | 실책 |
| ----- | ---- | ---- | ---- | ---- | ----- | ----- | ---- | ---- | ---- | ---- | ---- | ---- | ---- | ---- | ---- | ------ | ------ | ---- |
| 0.261 | 6    | 23   | 3    | 6    | 1     | 0     | 0    | 7    | 2    | 0    | 0    | 4    | 0    | 8    | 0    | 0.304  | 0.370  | 1    |

### 2021년
4월 20일에 교통 사고로 인해 부상자 명단에 올랐다. 6월 9일 LG 트윈스와의 경기에서 KBO 리그 역대 25번째 8년 연속 두 자릿 수 도루를 기록했다.
시즌 50경기에 출전해 2할대 타율, 47안타(1홈런), 18타점, 30득점, 장타율 0.339, 출루율 0.360을 기록했다.

### 2022년
5월 4일 1군 엔트리에 등록됐다. 5월 21일 KIA 타이거즈와의 경기에서 임기영을 상대로 KBO 리그 역대 96번째 통산 1100안타를 기록했다. 6월 3일 롯데 자이언츠와의 경기에서 KBO 리그 역대 27번째 통산 200도루를 달성했다.
7월 22일 LG 트윈스와의 경기에서 KBO 리그 역대 19번째 9년 연속 두 자릿수 도루를 기록했다. 8월 7일 롯데 자이언츠와의 경기에서 KBO 리그 역대 168번째 통산 네 자릿수 경기 출장을 기록했다. 9월에 극심한 타격 슬럼프를 겪으며 9월 13일에 2군으로 내려갔다가 9월 22일에 복귀했다. 9월 27일 키움 히어로즈와의 경기에서 KBO 리그 역대 85번째 500사사구를 기록했다. 10월 1일 LG 트윈스와의 경기에서 KBO 리그 역대 65번째 통산 700득점을 기록했다.
시즌 104경기에 출장해 2할대 타율, 104안타, 61득점, 38타점, 장타율 0.359, 출루율 0.351을 기록했다.
시즌 후 FA를 선언했고, 11월 23일에 계약 기간 8년(5+3년), 최대 140억원에 합의했다. 세부적으로는 보장 5년 최대 90억(옵션 10억 포함), 이후 계약 실행을 포함한 총 옵션은 50억원이었다.

### 2023년
4월 11일 kt 위즈와의 경기에서 슐서를 상대로 역대 80번째 통산 1200안타를 기록했다. 5월 10일 kt 위즈와의 경기에서 KBO 리그 역대 42번째 통산 세 자릿수 사구를 기록했다. 5월 17일 SSG 랜더스와의 경기에서 KBO 리그 역대 13번째 10년 연속 두 자릿수 도루를 기록했다. 5월 한 달 간 76타수 23안타(1홈런), 8타점, 11득점, 타율 0.303, 출루율 0.357, 장타율 0.395를 기록했다. 6월 4일에 오른쪽 어깨 염좌로 1군 엔트리에서 말소됐다. 6월 13일 두산 베어스와의 경기에서 김민규를 상대로 KBO 리그 역대 86번째 통산 200번째 2루타를 기록했다. 7월 8일 삼성 라이온즈와의 경기에서 2루수 3번타자로 출장해 KBO리그 역대 141번째 1100경기 출장을 기록했다. 하지만 7월 10일 어깨 통증으로 말소됐다.
8월 15일 한화 이글스와의 경기에서 페냐를 상대로 3루타를 기록했다. KBO리그 역대 13번째 50 3루타였다. 9월 1일 삼성 라이온즈와의 경기에서 8회초 김시현을 상대로 안타를 기록해 KBO리그 역대 71번째 통산 1300안타를 기록했다. 8월에 25안타 19득점 9타점 타율 0.357를 기록했다.
2023년 시즌 124경기 출장해 143안타 2홈런 76득점 46타점 타율 0.316 출루율 0.405 장타율 0.381을 기록했다. 2루수, 2번타자로 주로 출장하면서, 손아섭, 박건우와 함께 강력한 1~3번 타순을 이끌었다. 타격에서 2020년 이후 가장 좋은 성적을 기록했으나, 고질적인 부상으로 실책을 15개나 하면서, 불안한 수비를 보여줬다.

#### 포스트시즌

##### 와일드카드 결정전
두산 베어스와의 와일드카드 결정전에서 4타수 1안타 1득점을 기록했다.
- 기록

| 타율  | 경기 | 타수 | 득점 | 안타 | 2루타 | 3루타 | 홈런 | 루타 | 타점 | 도루 | 도실 | 볼넷 | 사구 | 삼진 | 병살 | 장타율 | 출루율 | 실책 |
| ----- | ---- | ---- | ---- | ---- | ----- | ----- | ---- | ---- | ---- | ---- | ---- | ---- | ---- | ---- | ---- | ------ | ------ | ---- |
| 0.250 | 1    | 4    | 1    | 1    | 0     | 0     | 0    | 1    | 0    | 1    | 0    | 1    | 0    | 1    | 0    | 0.250  | 0.400  | 0    |

##### 준플레이오프
SSG 랜더스와의 준플레이오프에서 3경기 출장해 10타수 4안타 2득점을 기록했다. 특히, 1차전에서 9회초 안타로 출루 후 3루 도루 성공 후, 마틴의 적시타 때 득점을 기록했다.
- 기록

| 타율  | 경기 | 타수 | 득점 | 안타 | 2루타 | 3루타 | 홈런 | 루타 | 타점 | 도루 | 도실 | 볼넷 | 사구 | 삼진 | 병살 | 장타율 | 출루율 | 실책 |
| ----- | ---- | ---- | ---- | ---- | ----- | ----- | ---- | ---- | ---- | ---- | ---- | ---- | ---- | ---- | ---- | ------ | ------ | ---- |
| 0.400 | 3    | 10   | 2    | 4    | 0     | 0     | 0    | 4    | 0    | 1    | 0    | 4    | 0    | 3    | 0    | 0.400  | 0.571  | 0    |

##### 플레이오프
kt 위즈와의 플레이오프에서 5경기 출장해 19타수 4안타 3득점을 기록했다.
- 기록

| 타율  | 경기 | 타수 | 득점 | 안타 | 2루타 | 3루타 | 홈런 | 루타 | 타점 | 도루 | 도실 | 볼넷 | 사구 | 삼진 | 병살 | 장타율 | 출루율 | 실책 |
| ----- | ---- | ---- | ---- | ---- | ----- | ----- | ---- | ---- | ---- | ---- | ---- | ---- | ---- | ---- | ---- | ------ | ------ | ---- |
| 0.211 | 5    | 19   | 3    | 4    | 1     | 0     | 0    | 5    | 0    | 0    | 0    | 2    | 0    | 2    | 0    | 0.263  | 0.286  | 1    |

### 2024년
4월 19일 KIA 타이거즈와의 경기에서 9회초 서호철의 타석에서 도루를 기록하면서 KBO리그 역대 21번째 통산 250도루를 기록했다. 4월 27일에는 3회말 박건우의 타석에서 도루를 기록해 KBO리그 역대 12번째 11시즌 연속 10도루를 기록했다. 5월 8일 kt 위즈와의 경기에서 4회초 안타로 출루 후 손아섭의 홈런으로 득점하면서 KBO리그 역대 51번째 800득점을 기록했다. 5월 30일 KIA 타이거즈와의 경기에서 2루수 1번타자로 출장해 KBO리그 역대 121번째 1200경기 출장을 기록했다. 6월 14일 삼성 라이온즈와의 경기에서 8회말 1아웃에서 임창민을 상대로 안타를 치고 출루 한 후, 손아섭의 타석에서 2루 도루에 성공했다. 도루 성공으로 KBO리그 역대 46번째 3시즌 연속 20도루를 기록했다. 6월 18일 두산 베어스와의 경기에서 3회초 1아웃에서 브랜든을 상대로 안타를 기록했다. KBO리그 역대 62번째 1400안타였다.
손아섭의 부상으로 임시 주장을 맡게됐다. 7월 31일 키움 히어로즈와의 원정 경기에서 6회초 이종민을 상대로 볼넷을 얻어내면서 KBO리그 역대 65번째 600 4사구를 기록했다. 9월 28일 두산 베어스와의 경기에서 7회말 박지호를 상대로 볼넷을 얻어내면서 KBO리그 역대 71번째 500 4구를 기록했다.
2024년 시즌 121경기 출장해 150안타(8홈런) 75득점 50타점 32도루 타율 0.328 장타율 0.446 출루율 0.406을 기록했다. 손아섭과 박건우가 부상으로 이탈하면서 권희동, 맷 데이비드슨과 함께 타선을 이끌었다.

### 2025년 시즌
2025년 시즌 주장으로 임명됐다.
4월 22일 LG 트윈스와의 경기에서 2루수 1번타자로 출장하면서 KBO리그 역대 106번째 1300경기 출장을 기록했다. 9회초에 장현식을 상대로 안타를 기록하면서 KBO리그 역대 51번째 1500안타도 기록했다. 4월에는 65타수 18안타 타율 0.277로 다소 부진한 모습을 보여줬다. 5월 5일 kt 위즈와의 8회초 이채호를 상대로 2루타를 기록하면서 타점을 기록했다. 이 타점으로 KBO리그 역대 121번째 500타점을 기록했다. 5월 13일 SSG 랜더스와의 경기에서 6회초 문승원을 상대로 3루타를 기록하면서 통산 2000루타를 기록했다. 역대 72번째 기록이었다. 5월 18일 키움 히어로즈와의 경기에서 6회말 김성민을 상대로 통산 60 3루타를 기록했다. KBO리그 역대 7번째 기록이었다. 5월 21일 한화 이글스와의 경기에서 3회말 황준서 상대로 KBO리그 역대 59번째 250 2루타를 기록했다. 다음날인 5월 22일 한화 이글스를 상대로 1회말 도루를 성공해 시즌 10번째 도루를 기록했다. KBO리그 역대 10번째 12시즌 연속 10도루 기록이었다. 5월에 83타수 27안타 17득점 12타점 타율 0.325 출루율 0.434 장타율 0.470을 기록하면서 NC 다이노스의 타선을 이끌었다.

## 국가대표 경력

### 2017년APBC
예선 첫 라운드 일본과의 경기에서 1번 타자로 나와 3타수 2안타, 3볼넷으로 맹활약했으나 팀은 승부치기 끝에 패배했다.
3경기에 출전해 10타수 4안타 3볼넷 1득점을 기록했다.

### 2018년아시안 게임
3경기에 출전해 7타수 5안타, 2타점, 5득점을 기록했다. 야구 국가대표팀이 금메달을 획득하면서 병역혜택을 받게됐다.

### 2019년WBSC 프리미어 12
최종 엔트리에 양의지, 원종현과 함께 포함됐다. 6경기에 출전해 20타수 3안타로 부진했다.
- 기록

| 타율  | 경기 | 타수 | 득점 | 안타 | 2루타 | 3루타 | 홈런 | 루타 | 타점 | 도루 | 도실 | 볼넷 | 사구 | 삼진 | 병살 | 장타율 | 출루율 | 실책 |
| ----- | ---- | ---- | ---- | ---- | ----- | ----- | ---- | ---- | ---- | ---- | ---- | ---- | ---- | ---- | ---- | ------ | ------ | ---- |
| 0.150 | 6    | 20   | 2    | 3    | 0     | 0     | 0    | 3    | 2    | 3    | 0    | 6    | 0    | 2    | 2    | 0.346  | 0.150  | 0    |

## 트리비아
- 손시헌을 매우 존경한다.[38]
- 야구를 안 했으면 역사 선생님이 됐을 것이라고 한다. 역사 수업을 재밌게 들었고, 사극을 즐겨본다는 이유 때문이었다. 을지문덕을 좋아한다.[39]
- 고등학교 시절 경기 시간 문제로 후배들이 타자 보호장구 착용을 도와주던 것이 "가만히 있으면 알아서 후배들이 장비를 채워준다." 라고 와전돼 데뷔 후 좋지 않은 의미의 '아이언맨'이라는 별명이 생겼고, 그 사실에 대해 해명하는 인터뷰를 했다.[40]
- 마산종합운동장 야구장에서만 판매하는 '민우에게 바나나' 더 리터 음료 광고를 찍었다.
- 2023년부터 용인시 리틀야구 대회를 후원하고 있다.[41]

## 논란
- 2021년 1월 27일 SNS에 “어차피 구단이 갑이지ㅋㅋㅋ, 차라리 이마트가 낫지ㅋㅋㅋ, 아무도 모르지ㅋㅋㄹㄹㅋㅋㄹㄹ”라는 문구를 올렸다가 삭제했다. 다음날 “저 때문에 마음 상했을 구단과 팬들, 경솔한 언급으로 마음 상했을 와이번스 팬들께도 머리 숙여 사과의 말씀을 드린다. 정말 죄송하다”고 사과했다.[42] 2월 3일 KBO에서 상벌위원회를 개최했고, 엄중 경고 처분을 받았다.[43]
- 2021년 7월 6일 호텔리베라 청담에서 그와 박석민, 이명기, 권희동, 여성 2명과 코로나19 방역 수칙을 위반한 채 사적 모임을 가졌다. 이 중 여성 1명이 코로나19에 감염됐으며, 그를 제외한 3명의 선수가 코로나19 확진 판정을 받았다. 이로 인해 리그가 중단됐으며, 강남구청은 확진자 5명을 경찰에 수사 의뢰했다.[44] 이 사건으로 도쿄올림픽 야구 대표팀에서 하차했다. 7월 16일 KBO 리그 상벌위원회에서 그와 박석민, 이명기, 권희동은 72경기 출장 정지 및 벌금 1,000만원의 징계를 받았다.[45]

## 수상
- 2011년 이영민 타격상
- 2014년 플레이어스 초이스 어워드 올해의 신인 선수, 스포츠서울 올해의 상 올해의 신인상, 넷마블 마구마구 일구상 시상식 신인상, 카스 포인트 어워즈 최우수 신인상
- 2019년 ~ 2020년 KBO 골든글러브 2루수 (2회 수상)

## 등번호
- '2' - NC 다이노스 (2012년, 2014년 ~ 2017년, 2019년 ~ 현재)
- '1' - NC 다이노스 (2018년)
- '7' - NC 다이노스 (2013년)

## 출신 학교
- 서울마포초등학교 (용산리틀)
- 선린중학교
- 휘문고등학교

## 주요 기록
- 출장

| 개수                       | 날짜            | 장소 | 소속팀 | 상대팀 | 상대 투수 | 기타                               |
| 역대 168번째 통산 1000경기 | 2022년 8월 7일  | 사직 | NC     | 롯데   |           | 이전 기록 : 2022년 5월 5일 장성우  |
| 역대 141번째 통산 1100경기 | 2023년 7월 8일  | 창원 | NC     | 삼성   |           | 이전 기록 : 2023년 7월 6일 유강남  |
| 역대 121번째 통산 1200경기 | 2024년 5월 30일 | 창원 | NC     | KIA    |           | 이전 기록 : 2024년 5월 26일 박동원 |
| 역대 106번째 통산 1300경기 | 2025년 4월 22일 | 잠실 | NC     | LG     |           | 이전 기록 :                        |

- 안타

| 개수                  | 날짜            | 장소 | 소속팀 | 상대팀 | 상대 투수 | 기타                               |
| 역대 102번째 1000안타 | 2020년 9월 22일 | 창원 | NC     | 삼성   | 원태인    | 이전 기록 : 2020년 9월 9일 송광민  |
| 역대 96번째 1100안타  | 2022년 5월 21일 | 광주 | NC     | KIA    | 임기영    | 이전 기록 : 2022년 4월 29일 정수빈 |
| 역대 80번째 1200안타  | 2023년 4월 11일 | 창원 | NC     | kt     | 슐서      | 이전 기록 : 2022년 8월 14일 허경민 |
| 역대 86번째 200 2루타 | 2023년 6월 13일 | 창원 | NC     | 두산   | 김민규    | 이전 기록 : 2022년 6월 24일 이정후 |
| 역대 13번째 50 3루타  | 2023년 8월 15일 | 창원 | NC     | 한화   | 페냐      | 이전 기록 : 2021년 10월 6일 구자욱 |
| 역대 71번째 1300안타  | 2023년 9월 1일  | 창원 | NC     | 삼성   | 김시현    | 이전 기록 : 2023년 7월 1일 허경민  |
| 역대 62번째 1400안타  | 2024년 6월 18일 | 잠실 | NC     | 두산   | 브랜든    | 이전 기록 : 2024년 6월 9일 구자욱  |
| 역대 51번째 1500안타  | 2024년 4월 22일 | 잠실 | NC     | LG     | 장현식    | 이전 기록 : 2025년 4월 19일 정수빈 |
| 역대 7번째 60 3루타   | 2025년 5월 18일 | 창원 | NC     | 키움   | 김성민    | 이전 기록 : 2023년 9월 8일 오지환  |
| 역대 59번째 250 2루타 | 2025년 5월 21일 | 창원 | NC     | 한화   | 황준서    | 이전 기록 : 2025년 4월 2일 박병호  |

- 루타

| 개수                 | 날짜            | 장소 | 소속팀 | 상대팀 | 상대 투수 | 기타                              |
| 역대 72번째 2000루타 | 2025년 5월 13일 | 문학 | NC     | SSG    | 문승원    | 이전 기록 : 2025년 5월 1일 정수빈 |

- 도루

| 개수                                | 날짜            | 장소 | 소속팀 | 상대팀 | 상대 투수           | 기타                               |
| 역대 25번째 8년 연속 두 자릿수 도루 | 2021년 6월 9일  | 잠실 | NC     | LG     | 이우찬(포수 유강남) |                                    |
| 역대 27번째 통산 200도루            | 2022년 5월 3일  | 창원 | NC     | 롯데   | 반즈(포수 정보근)   | 종전 기록 : 2021년 5월 11일 손아섭 |
| 역대 19번째 9시즌 연속 10도루       | 2022년 7월 22일 | 창원 | NC     | LG     | 켈리(포수 유강남)   | 종전 기록 : 2022년 6월 2일 박해민  |
| 역대 13번째 10시즌 연속 10도루      | 2023년 5월 17일 | 창원 | NC     | SSG    | 오원석(포수 조형우) | 종전 기록 : 2021년 9월 21일 오지환 |
| 역대 21번째 통산 250도루            | 2024년 4월 19일 | 광주 | NC     | KIA    | 최지민(포수 김태군) | 종전 기록 : 2023년 8월 1일 오지환  |
| 역대 12번째 11시즌 연속 10도루      | 2024년 4월 27일 | 창원 | NC     | 롯데   | 나균안(포수 정보근) | 종전 기록 : 2024년 4월 7일 박해민  |
| 역대 46번째 3시즌 연속 20도루       | 2024년 6월 14일 | 창원 | NC     | 삼성   | 임창민(포수 이병헌) | 종전 기록 : 2023년 9월 22일 최지훈 |
| 역대 10번째 12시즌 연속 10도루      | 2025년 5월 22일 | 창원 | NC     | 한화   | 폰세(포수 최재훈)   | 종전 기록 : 2025년 5월 14일 박해민 |

- 득점

| 개수                     | 날짜            | 장소 | 소속팀 | 상대팀 | 상대 투수 | 기타                               |
| 역대 65번째 통산 700득점 | 2022년 10월 1일 | 잠실 | NC     | LG     | 배재준    | 이전 기록 : 2022년 9월 6일 구자욱  |
| 역대 51번째 통산 800득점 | 2024년 5월 8일  | 수원 | NC     | kt     | 엄상백    | 이전 기록 : 2024년 4월 16일 구자욱 |

- 타점

| 개수                      | 날짜           | 장소 | 소속팀 | 상대팀 | 상대 투수 | 기타                               |
| 역대 121번째 통산 500타점 | 2025년 5월 5일 | 수원 | NC     | kt     | 이채호    | 이전 기록 : 2024년 9월 10일 강백호 |

- 기타

| 개수                       | 날짜            | 장소 | 소속팀 | 상대팀 | 상대 투수 | 기타               |
| 역대 85번째 통산 500 4사구 | 2022년 9월 27일 | 창원 | NC     | 키움   | 김성진    | 이전 기록 : 오재일 |
| 역대 42번째 통산 100 사구  | 2023년 5월 10일 | 수원 | NC     | kt     | 소형준    | 이전 기록 : 최형우 |
| 역대 65번째 통산 600 4사구 | 2024년 7월 31일 | 고척 | NC     | 키움   | 이종민    | 이전 기록 : 나성범 |
| 역대 71번째 통산 500 4구   | 2024년 9월 28일 | 창원 | NC     | 두산   | 박지호    | 이전 기록 :        |

## 통산 기록
| 연도 | 팀명   | 타율  | 경기 | 타수 | 득점 | 안타 | 2루타 | 3루타 | 홈런 | 루타 | 타점 | 도루 | 도실 | 볼넷 | 사구 | 삼진 | 병살 | 실책 |
| ---- | ------ | ----- | ---- | ---- | ---- | ---- | ----- | ----- | ---- | ---- | ---- | ---- | ---- | ---- | ---- | ---- | ---- | ---- |
| 2013 | NC     | 0.268 | 32   | 41   | 10   | 11   | 1     | 0     | 0    | 12   | 6    | 9    | 2    | 5    | 0    | 6    | 3    | 3    |
| 2014 | NC     | 0.298 | 118  | 416  | 87   | 124  | 21    | 9     | 1    | 166  | 40   | 50   | 10   | 56   | 11   | 89   | 5    | 10   |
| 2015 | NC     | 0.304 | 141  | 520  | 111  | 158  | 31    | 6     | 3    | 210  | 47   | 46   | 16   | 73   | 14   | 108  | 4    | 11   |
| 2016 | NC     | 0.343 | 121  | 435  | 84   | 149  | 16    | 6     | 3    | 186  | 55   | 20   | 6    | 55   | 8    | 70   | 9    | 14   |
| 2017 | NC     | 0.363 | 106  | 388  | 91   | 141  | 25    | 4     | 3    | 183  | 47   | 11   | 1    | 46   | 11   | 51   | 8    | 7    |
| 2018 | NC     | 0.324 | 115  | 411  | 68   | 133  | 22    | 5     | 5    | 180  | 33   | 17   | 5    | 32   | 10   | 51   | 4    | 8    |
| 2019 | NC     | 0.344 | 125  | 468  | 89   | 161  | 23    | 8     | 1    | 203  | 45   | 18   | 7    | 41   | 9    | 40   | 10   | 9    |
| 2020 | NC     | 0.345 | 126  | 467  | 82   | 161  | 27    | 5     | 8    | 222  | 63   | 13   | 6    | 36   | 15   | 48   | 12   | 10   |
| 2021 | NC     | 0.261 | 50   | 180  | 30   | 47   | 5     | 3     | 1    | 61   | 18   | 12   | 3    | 22   | 7    | 23   | 4    | 3    |
| 2022 | NC     | 0.267 | 104  | 390  | 61   | 104  | 22    | 1     | 4    | 140  | 38   | 21   | 4    | 42   | 10   | 55   | 7    | 8    |
| 2023 | NC     | 0.316 | 124  | 452  | 76   | 143  | 20    | 7     | 2    | 183  | 46   | 26   | 7    | 40   | 9    | 57   | 13   | 15   |
| 2024 | NC     | 0.328 | 121  | 457  | 75   | 150  | 26    | 2     | 8    | 204  | 50   | 32   | 7    | 54   | 9    | 79   | 5    | 6    |
| 통산 | 12시즌 | 0.320 | 1283 | 4625 | 857  | 1482 | 239   | 56    | 39   | 1950 | 488  | 275  | 74   | 502  | 113  | 677  | 84   | 104  |